# Indre Missions Ungdom
Indre Missions Ungdom, oftest bare kaldt IMU, er Indre Missions ungdomsarbejde i Danmark. IMU har til formål at give budskabet om Jesus videre til den yngre del af befolkningen. IMU har en række mødefællesskaber, der normalt hører under et IM-samfund i et missionshus. Disse mødes normalt en gang i ugen. Her mødes de unge til bibelundervisning, lovsang, andagt og andre aktiviteter. For teenagere er der mange steder oprettet en teenklub, hvor programmet er anlagt for teenagere. Derudover der der en række landsarrangementer.
IMU blev stiftet den 9. april 1979, efter at Indre Mission brød med KFUM og KFUK i 1978. IMU er tættere knyttet til Indre Mission, end KFUM & K var det. Blandt andet er det Indre Mission, der ansætter IMU's medarbejdere, og det er Indre Missions hovedbestyrelse, der nedsætter ledelsen.
Den nuværende (december 2023) landsleder i IMU er Filip Bangura Fyhn.

## IMUs landsledere
Til at starte med hed titlen "Landsungdomssekretær", men blev senere ændre til "Landsleder" under Anders Møberg.
- Leif Kristiansen, 1. februar 1981 - 30. september 1985
- Jens Olesen, 1. oktober 1985 - 31. maj 1990
- Peter Nord Hansen, 1. august 1990 - 31. december 1998
- Erik Holmgaard, 1. januar 1999 - 31. december 2005
- Anders Møberg, 1. januar 2006 - 31. august 2012, titel af landsleder fra juni 2010
- Tonny Dall Sørensen, 1. september 2012 - 31. august 2017
- Niels Hankelbjerg Mortensen, 1. september 2017 - 30. september 2021
- Daniel Præstholm, 1. oktober 2021 - 30. august 2023
- Filip Bangura Fyhn, 1. oktober 2023 -